# Bahman Kiarostami
Pour les articles homonymes, voir Kiarostami.
Bahman Kiarostami est un monteur, directeur de la photographie et réalisateur iranien. Il est né le 11 août 1978 à Téhéran. Il est le fils d'Abbas Kiarostami et de Parvin Amir-Gholi.

## Filmographie
- 1993 : Périple au pays des voyageurs (Safari be Diare Mosafer)
- 2001 : Tabaki
- 2002 : Ten
- 2003 : Zananeh
- 2004 : Man be kohda harf mizanam
- 2004 : Koffar
- 2005 : Ziarat
- 2005 : Do kamancheh
- 2006 : Carte ghermez